# ألبرت بوتير ويلز
ألبرت بوتير ويلز (بالإنجليزية: Albert Potter Wills)‏ هو فيزيائي أمريكي، ولد في 1873، وتوفي في 1937 في فلوريدا في الولايات المتحدة.